# Lee Miller
Lee Miller (Poughkeepsie, New York, 23 april 1907 – Chiddingly, East Sussex, 21 juli 1977) was een Amerikaanse fotografe en fotomodel.

## Levensloop en carrière
Miller werd geboren op 23 april 1907 in Poughkeepsie. Ze was de dochter van Theodore en Florence Miller (geboren MacDonald) en groeide op in een welgesteld en vooruitstrevend gezin. Haar vader Theodore was een amateurfotograaf en Miller was zo al vroeg bekend met zowel de techniek van de fotografie als van het poseren. Als zevenjarige werd ze aangerand door een familievriend waarbij ze gonorroe opliep, die slecht werd behandeld.
In 1925 vertrok ze naar Parijs waar ze een opleiding scenografie en kostuumontwerp volgde bij  Ladislas Medgyes, een Hongaarse setontwerper. Daarnaast was ze actief als model om haar studie te kunnen bekostigen. Na een jaar keerde ze terug naar New York waar ze in 1927 werd ontdekt door Vogue-uitgever Condé Nast. Al na enkele maanden sierde ze de cover van Vogue. Na een succesvolle korte carrière als fotomodel in New York vestigde ze zich in 1929 in Parijs als fotograaf. Ze ontmoette de fotograaf Man Ray en werd al snel zijn fotomodel, medewerkster, geliefde en muze. Ze poseerde ook voor andere kunstenaars zoals Jean Cocteau. Ze ontwikkelde zich zelf verder tot een gerenommeerd mode- en kunstfotograaf. Ze ontdekte samen met Man Ray de solarisatiefotografie en haar werk wordt geplaatst in het surrealisme.
In 1932 verliet ze Ray en keerde terug naar New York waar ze een eigen fotostudio opstartte. Ze werkte voor Vogue tot ze de Egyptische zakenman Aziz Eloui Bey leerde kennen. Ze trouwde met hem in 1934 en verhuisde naar Caïro. In 1937 werd ze het beu in Caïro en keerde terug naar Parijs waar ze de surrealistische schilder Roland Penrose ontmoette, met wie ze later trouwde.
Bij het uitbreken van de Tweede Wereldoorlog woonde ze samen met Penrose in Hampstead, Londen. Tijdens de Tweede Wereldoorlog maakte zij onder andere reportages van de concentratiekampen Buchenwald en Dachau, de troepen in Normandië en bombardementen in Londen. Ze ging in december 1942 bij het Amerikaanse leger als oorlogscorrespondent en volgde de geallieerde troepen een maand na de landing in Normandië samen met fotograaf David Scherman. Ze fotografeerde stervende kinderen in een Weens hospitaal, boeren in het naoorlogse Hongarije en de executie van de Hongaarse premier László Bárdossy. De foto die Scherman nam van Miller in de badkuip van Hitler in München op 30 april 1945 is een van de meest iconische beelden van hun samenwerking.
Na haar terugkeer naar Engeland leed ze een tijd aan een posttraumatische stressstoornis. Toen Miller ontdekte dat ze zwanger was, scheidde ze van Bey en trouwde ze met Penrose, de vader van haar kind. Haar zoon Antony werd geboren op 9 september 1947. In 1949 kocht het echtpaar Farley Farm House in East Sussex, waar veel bekende kunstenaars regelmatig over de vloer kwamen. Ze maakte portretten van onder anderen Pablo Picasso en Igor Stravinsky.
Miller overleed op zeventigjarige leeftijd aan kanker.

## Eerbetoon
Haar Engelse woning Farley Farm House is omgevormd tot museum: Farley's House and Gallery, Home of the Surrealists.
In 2021 vernoemde de gemeente Amsterdam een brug naar haar, die in IJburg gebouwd wordt.
In de film Lee uit 2023 speelt Kate Winslet de rol van Lee Miller. De film gaat vooral over de periode van Miller vlak voor en tijdens de Tweede Wereldoorlog. De rol van David Scherman wordt vertolkt door Andy Samberg.

## Werken
- Lee Miller, Dorothy Hill, Solarised portrait, New York 1933 Lee Miller Archives
- Lee Miller, Buchenwald, Germany: Guards Beaten by Liberated Prisoners, 1945 Lee Miller Archives
- Lee Miller, Picasso and Roland Penrose, Villa La Californie, 1955 Lee Miller Archives